# Gürleyik
Gürleyik ist ein Dorf im Landkreis Honaz der türkischen Provinz Denizli. Gürleyik liegt etwa 21 km nordöstlich der Provinzhauptstadt Denizli und zehn km nördlich von Honaz. Gürleyik hatte laut der letzten Volkszählung 1271 Einwohner (Stand Ende Dezember 2010).